# ليفي ريد
ليفي ريد (بالإنجليزية: Levi Reid)‏ (19 ديسمبر 1983 في المملكة المتحدة - ) هو لاعب كرة قدم بريطاني في مركز الوسط. لعب مع أكسفورد يونايتد وبورت فايل وماكليسفيلد تاون ونادي غاينسبورو ترينيتي وستافورد رينجرز وChasetown F.C. ‏ وتيلفورد يونايتد.

## وصلات خارجية
- ليفي ريد على موقع قاعدة بيانات كرة القدم.إي يو (الإنجليزية)
- ليفي ريد على موقع Soccerbase.com (لاعب) (الإنجليزية)
- ليفي ريد على موقع Soccerway.com (الإنجليزية)